# Hovea

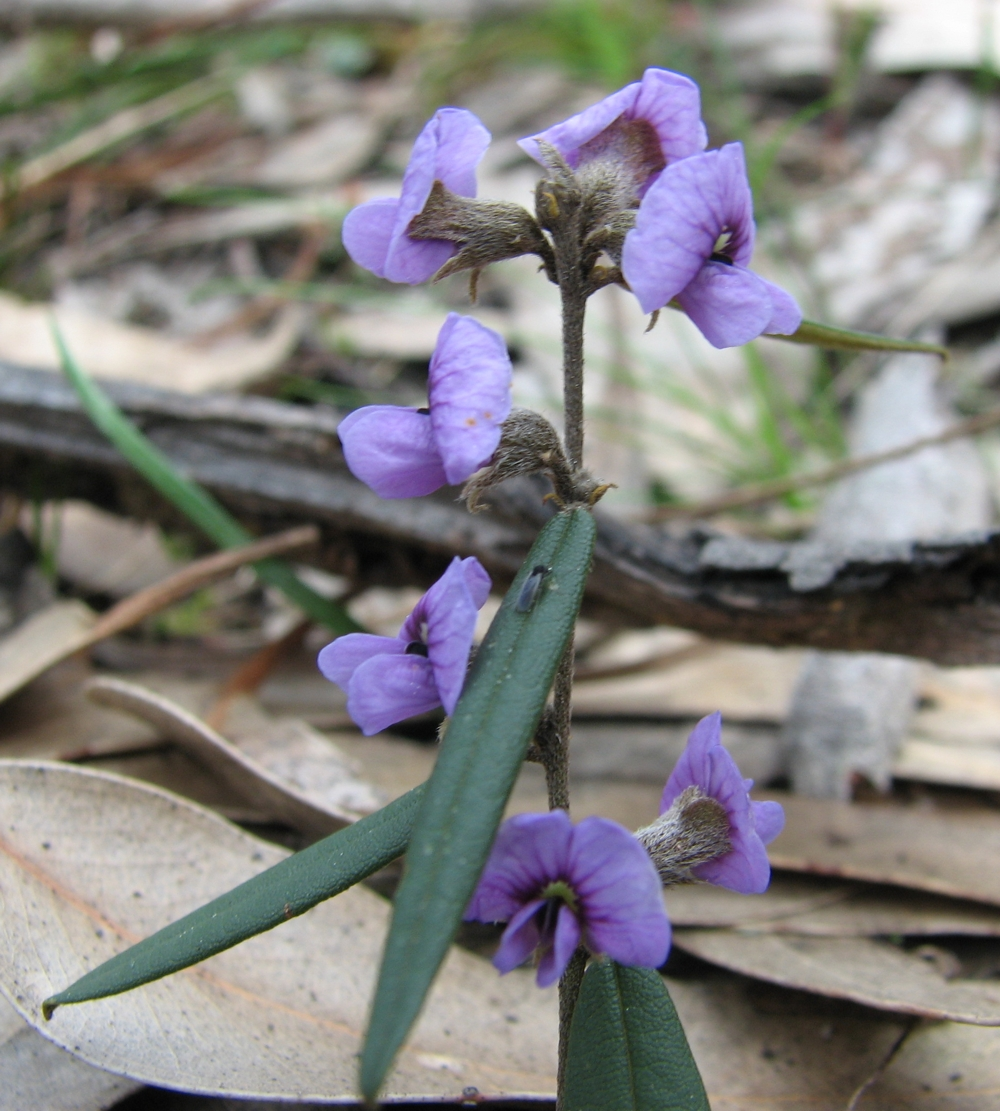
Hovea linearis

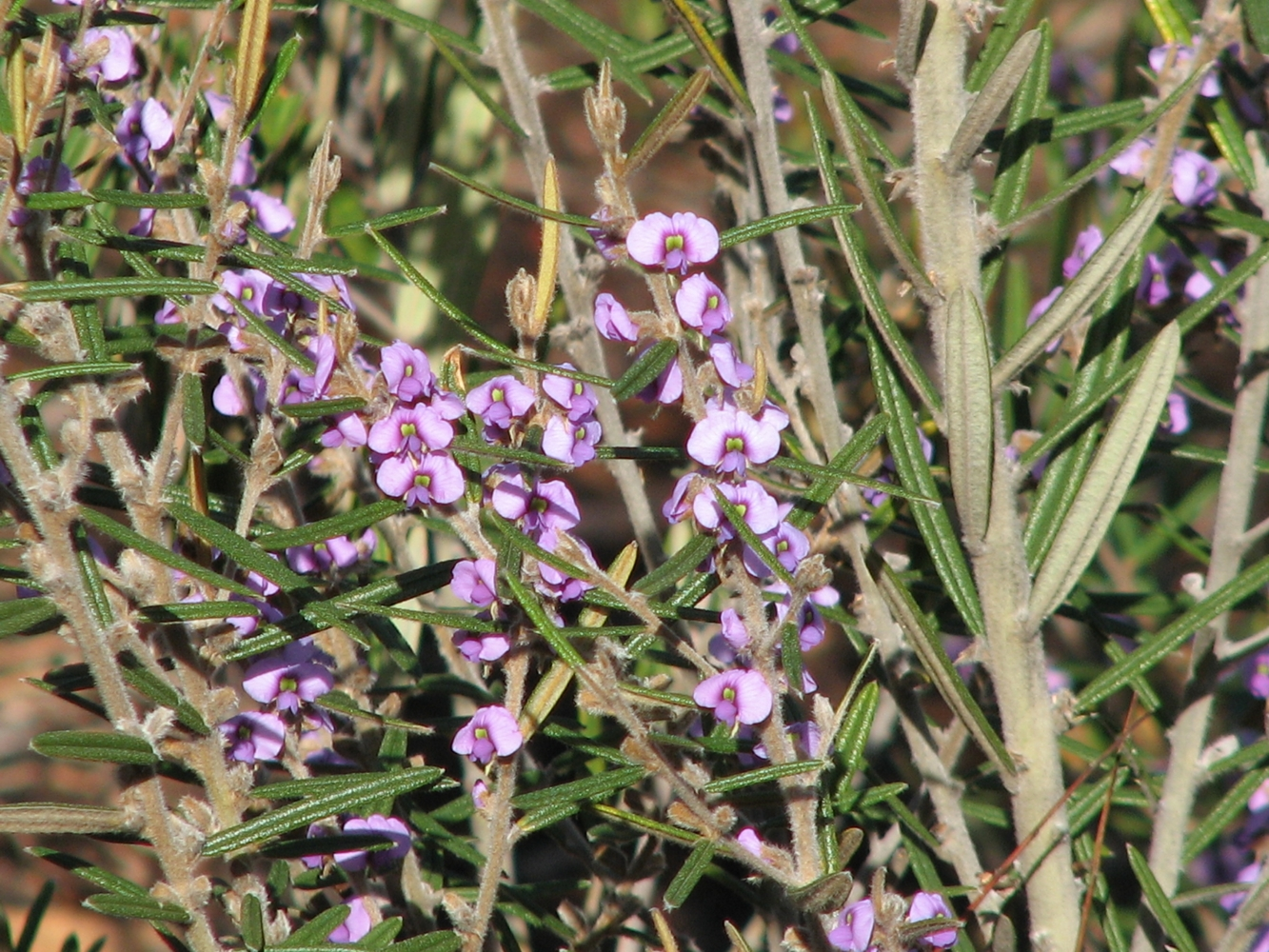
Hovea pannosa

Hovea là một chi cây bụi sống lâu năm đặc hữu Úc. Các loài trong chi này có khi được trồng làm cây cảnh. Tên chi được đặt ra để vinh danh nhà sưu tầm thực vật Anton Pantaleon Hove.

## Loài
Chi Hovea gồm những loài sau:
- Hovea acanthoclada (Turcz.) F.Muell.
- Hovea acutifolia A. Cunn. ex G. Don
- Hovea angustissima I. Thomps.
- Hovea apiculata A. Cunn. ex G.Don
- Hovea arnhemica J.H. Ross
- Hovea asperifolia I. Thomps.
- Hovea chorizemifolia DC.
- Hovea clavata I. Thomps.
- Hovea corrickiae J.H. Ross
- Hovea cymbiformis I. Thomps.
- Hovea densivellosa I. Thomps.
- Hovea elliptica (Sm.) DC.
- Hovea graniticola I. Thomps.
- Hovea heterophylla A. Cunn. ex Hook. f.
- Hovea impressinerva I. Thomps.
- Hovea lanceolata Sims
- Hovea linearis (Sm.) R. Br.
- Hovea longifolia R. Br.
- Hovea longipes Benth.
- Hovea lorata I. Thomps.
- Hovea magnibractea I. Thomps.
- Hovea montana (Hook. f.) J.H. Ross
- Hovea nana I. Thomps. & J.H. Ross
- Hovea nitida I. Thomps.
- Hovea pannosa A. Cunn. ex Hook. f.
- Hovea parvicalyx I. Thomps.
- Hovea pedunculata I. Thomps. & J.H. Ross
- Hovea planifolia (Domin) J.H. Ross
- Hovea pungens Benth.
- Hovea purpurea Sweet
- Hovea ramulosa A. Cunn. ex Lindl.
- Hovea rosmarinifolia A. Cunn.
- Hovea similis I. Thomps.
- Hovea speciosa I. Thomps.
- Hovea stricta Meissner
- Hovea tasmanica I. Thomps. & J.H. Ross
- Hovea tholiformis I. Thomps.
- Hovea trisperma Benth.